# Miss São Paulo 2014
Miss São Paulo 2014 foi a 59ª edição do concurso que escolhe a melhor candidata paulista para representar seu estado e sua cultura no Miss Brasil. Mais de trinta candidatas de diversos municípios do estado participaram da competição. A noite final da competição foi televisionada como de costume pela Rede Bandeirantes para todo o país ao vivo e pela internet. Renata Fan foi a responsável por comandar o evento.
Bruna Michels, Miss São Paulo 2013 e finalista no Miss Brasil 2013 coroou sua sucessora ao título no final da competição. O mesmo ocorreu no Auditório Celso Furtado, localizado no Centro de Convenções Anhembi, na cidade de São Paulo. O certame ainda contou com a presença da detentora do título nacional, Jakelyne Oliveira e da cantora Valesca Popozuda, que animou o evento.

## Agenda
As misses passam por diversas atividades enquanto confinadas para o concurso, como:

### Seletivas
- Abr 26: Seletiva nos estúdios da Rede Bandeirantes para definir as representantes municipais oficiais ao título estadual.
- Jul 14: Hospedagem das candidatas no hotel Transamérica para aulas e palestras com o preparador Evandro Hazzy.[3]
- Jul 27: Ensaio das candidatas para o photoshoot oficial do concurso pela fotógrafa Carol Gherardi com produção de Bruno Oliveira.

### Concurso
- Ago 02: Candidatas chegam à capital e se hospedam no hotel Maksoud Plaza. Orientação contratual e gravações internas. Avaliação Médica.
- Ago 03: Supervisão de medidas oficiais e tarde de ensaios fotográficos e de gravações no Retrô Hair, em São Paulo.
- Ago 04: Avaliação técnica em biquini dos jurados no Jockey Club. Primeiro dia de ensaios coreográficos com Wilson Aguiar.
- Ago 05: Piquenique na Fundação Maria Luisa e Oscar Americano e eleição da Miss Simpatia. Visita à Casa de Pedra e ao Museu da Língua Portuguesa.
- Ago 06: Misses visitam o Instituto Baccarelli, uma ONG que fica em Heliópolis e a fábrica da Cervejaria Nacional.
- Ago 07: Candidatas passam o dia relaxando no Budha Spa, em São Paulo. Pela tarde, ensaios técnicos no teatro.
- Ago 08: Última palestra com Evandro Hazzy pela manhã. Entrada ao vivo no programa "Os Donos da Bola". Ensaios gerais com Renata Fan.
- Ago 09: Cerimônia de coroação da nova Miss São Paulo no Anhembi.

## Resultados

### Colocações
| Posição                 | Município e Candidata |
| Miss São Paulo          | - Ribeirão Preto - Fernanda Leme |
| 2º. Lugar               | - Analândia - Débora Cézar |
| 3º. Lugar               | - Pedreira - Carolina Andrade |
| Finalistas              | - Marília - Marjorie Rossi - Taquaritinga - Ingrid Catarini                                                                                         |
| (TOP 10) Semifinalistas | - Araras - Dara Costa - Presidente Prudente - Mariana Menotti - Sorocaba - Samara Martins - Sumaré - Marina Pires - Vinhedo - Luana Barbosa         |
| (TOP 15) Semifinalistas | - Campinas - Wendy Meira - Guaratinguetá - Jade Perrenoud - Jaú - Tamíres Chacon - Santana de Parnaíba - Thaís Belmonte - Santo André - Mayara Lima |

### Premiações especiais
- A eleita pelo voto popular dos internautas tem o direito de estar entre as semifinalistas: [4]
  - Pela primeira vez a Miss Simpatia foi anunciada antes da noite final: [5]

| Posição           | Município e Candidata           |
| Miss Simpatia     | - Santos - Esther Wiese Camargo |
| Miss Voto Popular | - Sorocaba - Samara Martins     |

### Ordem dos Anúncios
| 1. Sumaré 2. Vinhedo 3. Santana de Parnaíba 4. Guaratinguetá 5. Araras 6. Campinas 7. Presidente Prudente 8. Taquaritinga 9. Santo André 10. Jaú 11. Marília 12. Pedreira 13. Ribeirão Preto 14. Analândia 15. Sorocaba | 1. Ribeirão Preto 2. Vinhedo 3. Araras 4. Marília 5. Analândia 6. Pedreira 7. Taquaritinga 8. Presidente Prudente 9. Sorocaba 10. Sumaré | 1. Ribeirão Preto 2. Analândia 3. Pedreira 4. Taquaritinga 5. Marília | 1. Ribeirão Preto 2. Pedreira 3. Analândia |

## Jurados

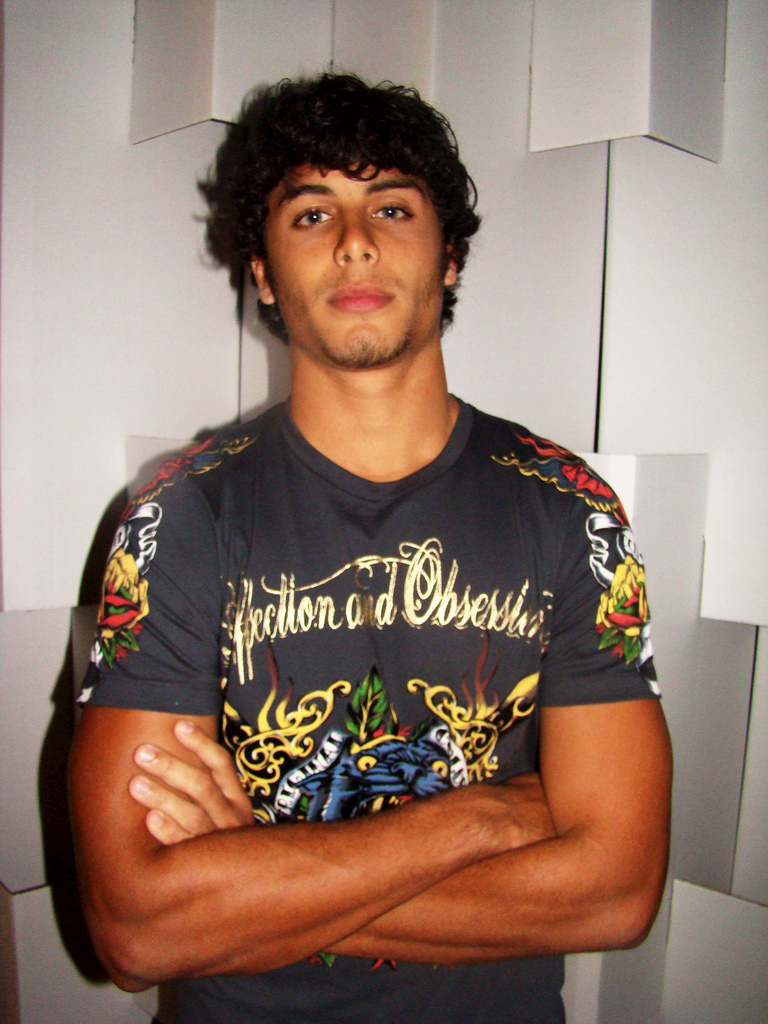
O modelo Jesus Luz fez parte do juri final da competição

### Final
São os jurados responsáveis por elegerem a nova detentora do título estadual:
1. Alexandra Farah, jornalista de moda;
2. Bruno Oliveira, estilista e figurinista;
3. Camila Coutinho, blogueira;
4. Caroline Bittencourt, modelo;
5. Jakelyne Oliveira, Miss Brasil 2013;
6. Jesus Luz, modelo e DJ brasileiro;
7. Lígia Mendes, apresentadora, atriz e radialista;
8. Mel Fronckowiak, atriz e modelo;
9. Rodrigo Sangion, personal trainer;
10. Wilson Point, engenheiro e empresário;
11. Yan Acioli, stylist e publicitário;

### Técnico
Para a escolha das semifinalistas e finalistas da competição, foram escolhidos os seguintes jurados: 
1. Evandro Hazzy, coordenador técnico do Miss Brasil;
2. Gabriela Fagliari, diretora de projetos da Enter;
3. Rapha Mendonça, estilista;
4. Beto y Pla, gerente artístico; e
5. Lalá Rudge, blogueira de moda e empresária.

### Seletiva
Para a escolha das trinta melhores foram selecionados os seguintes jurados: 
1. Anna Carolina Lementy, jornalista responsável pela página Miss Brasil Universo no Facebook;
2. Bruna Michels, Miss São Paulo 2013;
3. Evandro Hazzy, coordenador técnico do Miss Brasil;
4. Gabriela Fagliari, diretora de planejamento e projetos da Enter;
5. Jakelyne Oliveira, Miss Brasil 2013; e
6. Tatiane Moreno, jornalista do Portal da Band.

## Candidatas

### Oficiais
As trinta candidatas que irão disputar a coroa da mais bela do Estado de São Paulo: 
| - Amparo - Joyce Piffer - Analândia - Débora Cezar - Araras - Dara Costa - Campinas - Wendy Meira - Cordeirópolis - Layla Penas - Cruzeiro - Bárbara Umbelino - Guaíra - Jéssica Benedetti - Guaratinguetá - Jade Perrenoud - Indaiatuba - Yasmim Giannocaro - Jaú - Tamíres Chacon - Jundiaí - Graziele de Oliveira - Marília - Marjorie Garnica - Pedreira - Carolina Andrade - Pitangueiras - Rebeca Monteiro - Porto Feliz - Giselli Mesquita | - Presidente Prudente - Mariana Menotti - Ribeirão Preto - Fernanda Leme - Santana de Parnaíba - Thais Belmonte - Santo André - Mayara Lima - Santos - Esther Wiese Camargo - São Bernardo do Campo - Beatriz Crug - São Caetano do Sul - Viviane Nascimento - São Carlos - Carol Marcondes - São José dos Campos - Nicole Pacheco - São Manuel - Gabriele Melillo - Sorocaba - Samara Martins - Sumaré - Marina Pires - Taquaritinga - Ingrid Catarini - Taubaté - Liliane Vilela - Vinhedo - Luana Barbosa |

Desistências
- Americana - Helena da Mata
- Pirapora de Bom Jesus - Gabrielle Granato
- Poá - Brenda Gonçalves
- Porto Ferreira - Cíntia Kobayashi

## Seletiva
Dia 26 de Abril foi realizada uma seletiva com todas as misses eleitas em seus municípios. Das mais de setenta aspirantes ao título, apenas trinta seguiram para a final televisionada. Um juri especializado, revelado pela organização do concurso dias depois, teve a missão de eleger as candidatas oficiais do certame estadual. As aspirantes municipais eleitas e/ou indicadas que se tem notícia:
| - Americana - Larissa Helena da Mata - Amparo - Joyce Piffer - Analândia - Débora Cezar - Araraquara - Luana Soller - Araras - Dara Costa - Artur Nogueira - Isabela Chichurra - Barretos - Yanca Souza - Barueri - Daiane Baptista - Bauru - Cynthia Gomes - Bertioga - Mariana Vicenzo - Botucatu - Vanessa Amaro - Bragança Paulista - Rannielly Santana - Cabreúva - Mariana Bonetti - Caçapava - Joana Douat - Campinas - Wendy Meira - Caraguatatuba - Camila Guerra - Cordeirópolis - Layla Pennas - Cosmópolis - Rosillaine Silva - Cotia - Nathalia Tinelli - Cruzeiro - Bárbara Umbelino - Cubatão - Amanda Malaquias - Franca - Patrícia Cardoso - Guaíra - Jéssica Benedetti - Guaratinguetá - Jade Perrenoud - Guarujá - Maiaty Scigliano - Guarulhos - Mayara Moura - Igaratá - Janne Fagundes - Indaiatuba - Yasmin Giannocaro - Itapetininga - Karolinne Gonçalves - Itapevi - Marieli Sbardelotto - Itápolis - Isabela Dal Rovere - Itararé - Kamilla Samantha - Itu - Camila Telles - Jacareí - Alina Silva - Jaú - Tamires Chacon - Jundiaí - Graziele Oliveira - Leme - Bruna da Roz - Limeira - Amanda Artur | - Marília - Marjorie Garnica - Nhandeara - Laís Rangel - Nova Campina - Eduarda de Oliveira - Osasco - Nayara Perassoli - Ourinhos - Laís Perissali - Pedreira - Carol Andrade - Peruibe - Jamy Felix - Pindamonhangaba - Carla Sousa - Piquete - Camila Custódio - Pirapora do Bom Jesus - Gabrielle Granato - Pitangueiras - Rebeca Monteiro - Poá - Brenda Gonçalves - Porto Feliz - Giselli Mesquita - Porto Ferreira - Cintia Kobayashi - Presidente Prudente - Mariana Monotti - Registro - Nayane Vechy - Ribeirão Pires - Nathália Paes - Ribeirão Preto - Fernanda Leme - Rio Claro - Vanessa Camargo - Salto - Sabrina Silvério - Santa Isabel - Jéssica Platz - Santana de Parnaíba - Thais Belmonte - Santo André - Mayara Lima - Santos - Esther Wiese Camargo - São Bernardo do Campo - Beatriz Crug - São Caetano do Sul - Viviane Nascimento - São Carlos - Carol Marcondes - São José dos Campos - Nicole Rosemberg - São Manoel - Gabriele Melillo - São Paulo - Audrey Banzi - Serrana - Carol Wolff - Socorro - Raíssa Azevedo - Sorocaba - Samara Martins - Sumaré - Marina Pires - Taquaritinga - Ingrid Catarini - Taubaté - Liliane Vilela - Vinhedo - Luana Barbosa - Votuporanga - Amanda Roncolato |

### Histórico

#### Troca
- Itapetininga - Bruna Santos foi trocada de última hora pelo coordenador municipal Luiz Ramos. Em seu lugar fica Karolinne Gonçalves.

#### Desistência
- Barra Bonita - Paola Baldi sofreu um acidente automobilístico e não participará da seletiva.

## Crossovers

### Estaduais
Miss São Paulo
- 2008: Analândia - Débora Cezar (2º. Lugar)
  - (Representando a cidade de Araras)
- 2012: Cordeirópolis - Layla Penas (2º. Lugar)
  - (Representando a cidade de Cordeirópolis)

Miss Mundo São Paulo
- 2011: Ribeirão Preto - Fernanda Leme (2º. Lugar)
  - (Representando a cidade de Ribeirão Preto)

### Nacional
Miss Mundo Brasil
- 2011: Ribeirão Preto - Fernanda Leme (Desistiu)
  - (Iria representar o arquipélago de Ilhabela)

## Miss São Paulo Capital
Miss São Paulo Capital 2014 trata-se de um concurso de beleza feminino municipal que escolhe a representante da capital paulista no concurso estadual, o mais tradicional do país. O evento teve a participação de mais de trinta candidatas aspirantes ao título. O evento foi apresentado pela atual Miss São Paulo Capital, Driely Bennettone e contou com a cantora Corona.
Vale se ressaltar que antes, a escolha da miss da capital no estadual era feita por aclamação, isto é, a candidata era indicada pela organização e representava-a no concurso, porém, com a grande procura de jovens pelo título, foi necessário realizar um concurso para definir definitivamente a melhor e mais capacitada candidata da capital mais rica do país.

## Agenda
- 09/03 - Seletiva de candidatas na Casa dos Artistas, em São Paulo.
- 04/04 - Segunda e última etapa da seletiva para formar as candidatas ao título municipal.
- 08/04 - Visita aos estúdios da Rede Bandeirantes ("CQC" e "Agora é Tarde").
- 09/04 - Final e eleição da Miss São Paulo Capital.

## Resultados
| Posição                 | Bairro e e Candidata |
| Miss SP Capital         | - Consolação - Audrey Banzi |
| 2º. Lugar               | - Cidade Jardim - Silmara Ribeiro |
| 3º. Lugar               | - Bom Retiro - Daniele Silva |
| 4º. Lugar               | - Jardins - Isabela Amaral |
| 5º. Lugar               | - Brás - Fernanda Marques |
| (TOP 10) Semifinalistas | - Alto de Pinheiros - Alessandra Licursi - Interlagos - Graziele Nunes - Ipiranga - Fabíola Abad - Moema - Laura Zatz - Santa Ifigênia - Thalita Freiry |

### Premiações Especiais
- Este ano a competição premiou somente a miss mais simpática:

| Posição       | Bairro e Candidata       |
| Miss Simpatia | - Saúde - Tamyres Macedo |

## Candidatas
Todas as garotas representam bairros da capital paulista: 
| - Alto de Pinheiros - Alessandra Licursi - Anália Franco - Gaby Marian - Aricanduva - Stela Nascimento - Bela Vista - Monize Chrisostomo - Bom Retiro - Daniele Silva - Brás - Fernanda Marques - Brooklin - Fabiana Teodoro - Butantã - Andressa Ramos - Cidade Jardim - Silmara Ribeiro - Consolação - Audrey Banzi - Freguesia do Ó - Kamila Steffen - Higienópolis - Waleska Benassi - Ibirapuera - Flávia Ventura - Interlagos - Graziele Nunes - Ipiranga - Fabíola Abad | - Itaquera - Natalia Froes - Jardins - Isabela Amaral - Lapa - Natália Rodrigues - Moema - Laura Zatz - Moóca - Jéssica Giusti - Perdizes - Amanda Lopes - Pinheiros - Vanise Boff - Pompéia - Laura Fischer - Santa Cecília - Nathaly Bernardi - Santa Ifigênia - Thalita Freiry - Santo Amaro - Lóren Darioli - Santana - Carolina Miarelli - Saúde - Tamyres Macedo - Sumaré - Nathalia Jalifi - Tucuruvi - Micheline Pimenta |

Desistências
- Alina Furtado iria representar o bairro de Pinheiros, porém em seu lugar ficou Vanise Boff que iria representar o bairro de Alto de Pinheiros.
- Gabriela Alves iria representar o bairro de Anália Franco, porém desistiu de última hora.